# Katie Ledecká
Kathleen Genevieve Ledecká (nepřechýleně Ledecky, * 17. března 1997 Washington, D.C.) je americká plavkyně a devítinásobná olympijská vítězka. Jednu zlatou medaili získala na londýnské olympiádě 2012, čtyři zlaté na riodejaneirských hrách 2016, dvě zlaté na odložené tokijské olympiádě 2020 a dvě zlaté si odvezla z pařížských her 2024. Od Mistrovství světa 2013 v Barceloně do Mistrovství světa 2023 ve Fukuoce se stala 21násobnou světovou šampionkou.
Na tratích 400 m, 800 m a 1 500 m volným způsobem v padesátimetrovém bazénu drží světové rekordy.

## Osobní život
Katie Ledecká se narodila ve Washingtonu, D.C. Davidu a Mary Gen Ledeckým. Matka závodně plavala za University of New Mexico. Děd z otcovy strany Jaromír Ledecky se narodil roku 1927 v Praze a do Spojených států přicestoval z Československa v roce 1947 jako student. Na Newyorské univerzitě získal titul MBA a doktorát v ekonomii.
V deseti letech podnikla s babičkou česko-židovského původu a Jaromírovou manželkou, Bertou Ledeckou, cestu do Prahy. V české metropoli navštívily hroby příbuzných, kteří byli zavražděni za holokaustu a pohřbeni na židovském hřbitově v Praze. Katie Ledecká žije v Bethesdě v Marylandu a je římskokatolického vyznání. V roce 2015 v Bethesdě absolvovala střední katolickou školu Stone Ridge School of the Sacred Heart. Strýc Jon Ledecky je americký podnikatel, který se stal spoluvlastníkem hokejových klubů New York Islanders a Bridgeport Islanders.
Americký prezident Joe Biden ji v roce 2024 vyznamenal Prezidentskou medailí svobody.